# Novocotovsc
Novocotovsc (ros. Новокотовск, ukr. Новокотовськ) – wieś w Mołdawii, faktycznie na terenie kontrolowanym przez władze nieuznawanego międzynarodowo Naddniestrza, w rejonie Slobozia, w gminie Frunză.

## Historia i opis
Wieś położona jest w odległości 25 km od Slobozii. Jej nazwa upamiętnia bolszewickiego dowódcę czasów wojny domowej, działającego m.in. na terenie obecnego Naddniestrza, Grigorija Kotowskiego. Miejscowość powstała w 1927. 
W 1963 we wsi wzniesiono pomnik na mogile żołnierzy radzieckich.

## Demografia
Według danych spisu powszechnego w Naddniestrzu w 2004 Novocotovsc zamieszkiwały 482 osoby, z tego:
- 287 Rosjan,
- 182 Ukraińców,
- 36 Mołdawian,
- 8 Gagauzów,
- 2 Bułgarów,
- 1 Żyd,
- 8 osób deklarujących inną narodowość[3].